# 37.º distrito congresional de California
El 37.º distrito congresional es un distrito congresional que elige a un Representante para la Cámara de Representantes de los Estados Unidos por el estado de California.  Según la Oficina del Censo, en 2011 el distrito tenía una población de 647 490 habitantes. Actualmente el distrito está representado por la Demócrata Karen Bass.

## Demografía
Según la Oficina del Censo de los Estados Unidos, en 2011 había 647 490 personas residiendo en el 37.º distrito congresional. De los 647 490 habitantes, el distrito estaba compuesto por 286 121 (44.2%) blancos; de esos, 261 298 (40.4%) eran blancos no latinos o hispanos. Además 139 649 (21.6%) eran afroamericanos o negros, 3 438 (0.5%) eran nativos de Alaska o amerindios, 80 109 (12.4%) eran asiáticos, 7 346 (1.1%) eran nativos de Hawái o isleños del Pacífico, 121 987 (18.8%) eran de otras razas y 33 663 (5.2%) pertenecían a dos o más razas. Del total de la población 314 913 (48.6%) eran hispanos o latinos de cualquier raza; 266 323 (41.1%) eran de ascendencia mexicana, 4 060 (0.6%) puertorriqueña y 1 210 (0.2%) cubana. Además del inglés, 3 984 (41.3%) personas mayor a cinco años de edad hablaban español perfectamente.
El número total de hogares en el distrito era de 196 358 y el 68.4% eran familias en la cual el 37.3 tenían menores de 18 años de edad viviendo con ellos. De todas las familias viviendo en el distrito, solamente el 39.4% eran matrimonios. Del total de hogares en el distrito, el 7.5 eran parejas que no estaban casadas, mientras que el 1% eran parejas del mismo sexo. El promedio de personas por hogar era de 3.26. 
En 2011 los ingresos medios por hogar en el distrito congresional eran de US$45 625, y los ingresos medios por familia eran de US$63 933. Los hogares que no formaban una familia tenían unos ingresos de US$61 016. El salario promedio de tiempo completo para los hombres era de US$36 208 frente a los US$35 845 para las mujeres. La renta per cápita para el distrito era de US$19 027. Alrededor del 20.1% de la población estaban por debajo del umbral de pobreza.